# Den konstitutionella krisen i Sydkorea 2024

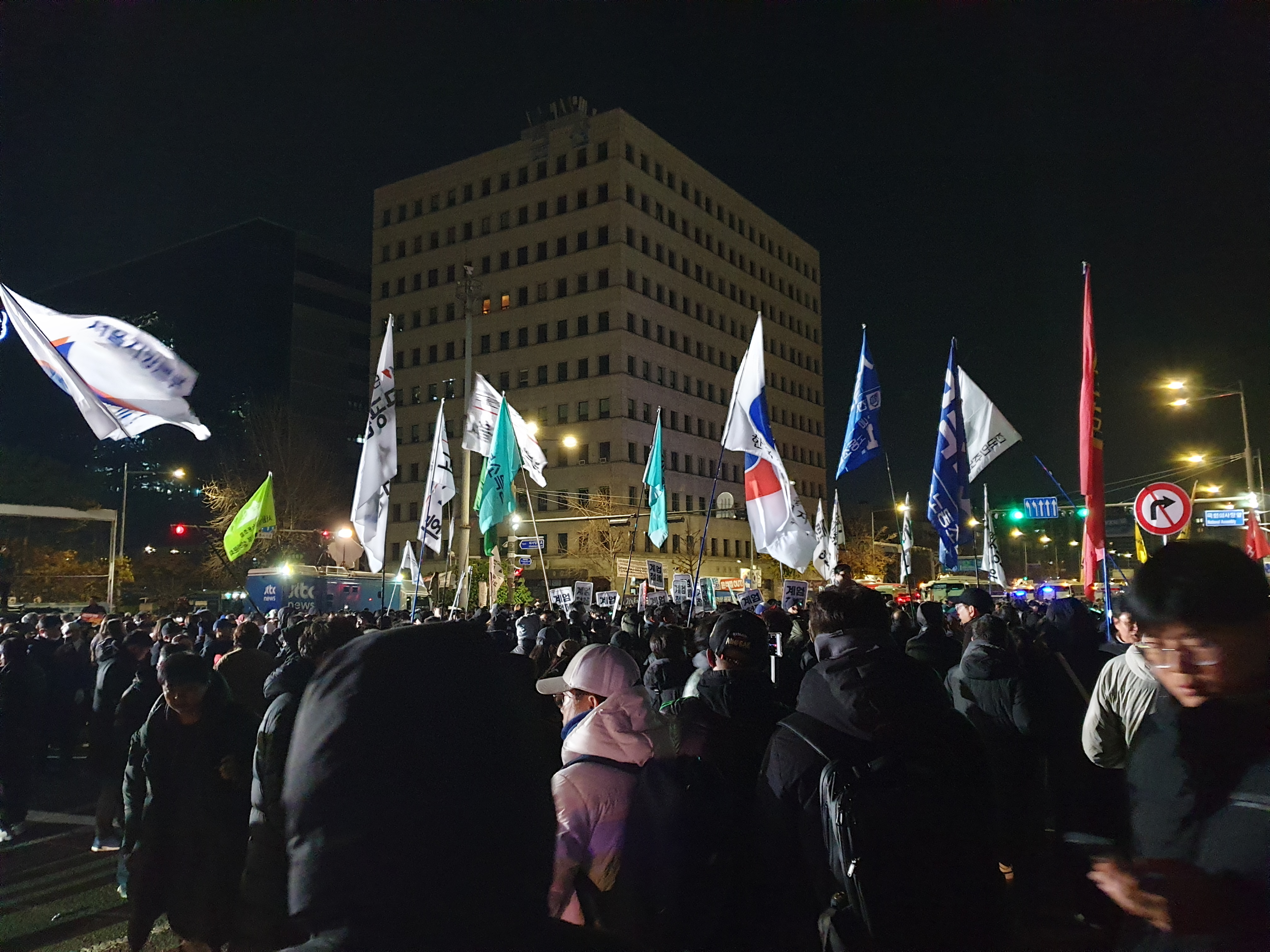
Protester 4 december 2024 till följd av händelserna.

Den 3 december 2024 utlyste Sydkoreas president Yoon Suk-yeol oväntat krigslagar och undantagstillstånd i Sydkorea. I ett nattligt tal anklagade han det största oppositionspartiet, Demokratiska partiet, för att sympatisera med Nordkorea och för "antistatlig verksamhet". Deklarationen mötte häftigt motstånd från Demokratiska partiet men också från stora delar av hans eget parti, Folkets maktparti, och utlöste vilda protester. Efter att säkerhetsstyrkor försökt förhindra omröstningen på plats antog nationalförsamlingen enhälligt en motion om att häva undantagstillståndet samma natt. Yoon upphävde omedelbart undantagstillståndet. Officiellt varade krigslagarna i sex timmar. Händelsen medförde en ökad opinion mot presidenten och krav på dennes avgång. 
Tiden efter 3 december har kantats av turbulens och ett starkt polariserat politiskt landskap. Stora skaror har samlats utanför Yoons residens för att visa sitt stöd. De kallar den politiska oppositionen för kommunister och menar att det att fusk förekom när Sydkorea höll parlamentsval 2024. Yoons kritiker är yngre och liberala och menar att Yoon bara är intresserad av sin egen makt och att han inte skyr några medel för att behålla den.
Lördagen den 14 december fälldes Yoon i en riksrättsomröstning i parlamentet. 204 ledamöter röstade för och 85 emot. Sydkoreas konstitutionsdomstol kommer att avgöra om beslutet ska upprätthållas och Yoon avsättas eller ej. Yoon är sedan dess avstängd från ämbetet och den 31 december 2024 utfärdades en arresteringsorder mot honom. Yoon lät sig dock inte gripas utan skyddades av sina supportrar och lojala säkerhetsstyrkor. Den 15 januari 2025 inleddes en insats med över 3 000 poliser som efter fem timmar ledde till att Yoon slutligen greps i sitt residens.
Den 4 april 2025 avsatte Sydkoreas författningsdomstol Yoon Suk-yeol som president. En enig domstol konstaterade att han bröt mot lagen när han införde krigslagar. Chefsdomaren beskrev hans agerande som ett ”svek av folkets förtroende” som ledde till kaos i hela landet, Att dessutom skicka militären mot landets parlament var ett allvarligt brott mot konstitutionen.

## Bakgrund
Yoon har kritiserats för högerextrema åsikter och enligt en opinionsundersökning från november 2024 var det 58 procent av befolkningen som tyckte att han antingen borde avgå eller ställas inför riksrätt. Yoon har också haft svårt att uppnå sin agenda på grund av motstånd från nationalförsamlingen vilken sedan 2020 kontrolleras av oppositionspartiet. I parlamentsvalet i april 2024 behöll oppositionen sitt grepp men saknade fortfarande tillräckligt många (200 av 300) för att ställa presidenten inför riksrätt.